# Autophila laetifica
Autophila laetifica är en fjärilsart som beskrevs av Otto Staudinger 1901. Autophila laetifica ingår i släktet Autophila och familjen nattflyn. Inga underarter finns listade i Catalogue of Life.